# 余粮收集制
余粮收集制（俄语：продразвёрстка， 意为“粮食收集制”）是一种按配额以名义上固定的价格没收农民粮食和其他农产品的政策与运动，由俄罗斯内战期间苏俄布尔什维克政权在战时共产主义的名义下实施，不是和平收集，而是通过暴力手段强取。该政策参考了沙俄政府1916年一战时的政策。这一政策经常导致农村人口的死亡，如乌克兰大饥荒。